# Плеханов, Дмитрий Петрович
Дмитрий Петрович Плеханов (род. 7 июля 1968, Свислочь, Гродненская область, Белорусская ССР, СССР) — российский государственный и политический деятель, предприниматель. Глава Энгельсского района Саратовской области с 19 июня 2022 по 15 августа 2024 (и. о. 23 мая — 19 июня 2022).

## Биография
Родился 7 июля 1968 года в селе Свислочь (ныне город в Белоруссии) Гродненской области Белорусской ССР. В 1968 году вместе с семьей переехал в город Энгельс Саратовской области на постоянное место жительство. В 1985 году завершил обучение в средней школе № 15 города Энгельс.

### Образование
В 1994 с отличием окончил Энгельсское высшее зенитное ракетное командное училище противовоздушной обороны. 
С 1991 по 1995 годы проходил обучение и закончил Московский университет потребительской кооперации по специальности «экономика и управление в торговле».

### Трудовая деятельность
С 1989 года проходил военную службу офицером в Вооруженных силах СССР. По причине организационно-штатных мероприятий был уволен в запас из рядов Вооружённых сил СССР. После чего трудоустроился работать на заводе слесарем, затем был назначен на должность менеджера.
С 1994 по 2011 годы осуществлял трудовую деятельность в должности директора ООО «Онтарио». С 2011 года работал директором ООО Специализированный застройщик «ПДПСтрой».

### Политическая деятельность
Член партии «Единая Россия». С 2011 года являлся депутатом Энгельсского городского совета, а с 2018 года депутатом собрания депутатов Энгельсского муниципального района. В 2020 году был утверждён секретарём политического совета Энгельсского местного отделения партии «Единая Россия».
Решением депутатов Энгельсского муниципального района 23 мая 2022 года приступил к исполнению обязанностей Главы Энгельского муниципального района Саратовской области. 20 июня 2022 года районные депутаты единогласно утвердили Дмитрия Плеханова в должности главы Энгельсского района. Покинул пост главы района 15 августа 2024.

## Уголовное дело о превышении должностных полномочий завели по "доносу"
28 апреля 2023 в отношении Плеханова было возбуждено уголовное дело о злоупотреблении должностными полномочиями (ст. 285 УК РФ), он был задержан, а через некоторое время отпущен. Волжский районный суд города Саратова отказался заключить Плеханова под стражу и не стал отстранять его от должности. Впоследствии обвинения с Плеханова были сняты, а фигурантом дела, теперь уже о превышении должностных полномочий (ч. 1 ст. 286 УК РФ), стала директор ЕРКЦ Светлана Ревзина. 

## Семья
Женат, есть сын и дочь.